# Nowy budynek Rady Generalnej Andory
Nowy budynek Rady Generalnej Andory – budynek w mieście Andora, stolicy Andory. Został oddany do użytku w 2011 roku. Pełni rolę siedziby Rady Generalnej, jednoizbowego parlamentu Andory.
Prace mające na celu przygotowanie terenu pod budowę obiektu ruszyły w 2004 roku, a właściwa budowa rozpoczęła się w roku 2007. Budynek oddano do użytku w 2011 roku. Oficjalna ceremonia otwarcia z udziałem współksiążąt Andory, Joana Enrica Vivesa Sicílii i François Hollande’a odbyła się jednak trzy lata później, 12 czerwca 2014 roku. Obiekt pełni rolę siedziby Rady Generalnej (jednoizbowego parlamentu Andory). Powstał tuż obok poprzedniego budynku parlamentu, Casa de la Vall, w którym nadal odbywają się niektóre sesje Rady Generalnej.